# Philippe Dautzenberg
Pour les articles homonymes, voir Dautzenberg.
Philippe Dautzenberg est un  conchyliologiste belge, né le 20 décembre 1849 à Ixelles et mort le 9 mai 1935 à Paris.
C'est le fils de Jean-Michel Dautzenberg, poète flamand.
Tout jeune il prend l'habitude de collectionner des objets et s'intéresse à la nature, aux insectes et aux coquillages, probablement sous l'influence de son beau-frère Louis Piré, de vingt ans plus âgé que lui et aussi professeur à l'Athénée Royal de Bruxelles où Philippe est scolarisé.
À 18 ans, il entre à la maison de tapisserie d'art Demy-Doineau & Braquenié. En 1872, il épouse la fille d'Henri Braquenié, Gabrielle.
Il constitue une vaste collection de coquillages qu’il acquiert lors de ventes aux enchères ou grâce à des échanges. Il n’est pas qu’un simple collectionneur et fait paraître de bons travaux de taxinomie sur des espèces provenant de l’ouest de l’Afrique, Madagascar et la Nouvelle-Calédonie. Plusieurs personnalités, dont Albert Ier de Monaco, lui confient des spécimens à déterminer. Il reçoit également des spécimens récoltés par diverses missions scientifiques.
Il lègue en 1929 sa collection, comportant près de 4,5 millions de spécimens et 40 000 espèces, et sa bibliothèque, riche de près de 8 000 documents, à l’Institut royal des sciences naturelles de Belgique.
Philippe Dautzenberg fait paraître de nombreux articles tant dans le Bulletin de la Société belge de géologie, le Journal de conchyliologie, les Mémoires de la Société zoologique de France, la Feuille des jeunes naturalistes et d’autres périodiques, comme pour sa Contribution à l'étude de la faune de Madagascar: Mollusca marina testacea, parue dans La Faune des colonies françaises, III (fascicule 4). Il est aussi l’auteur de l’Atlas de poche des coquilles des côtes de France (Manche, Océan, Méditerranée) communes, pittoresques ou comestibles (P. Klincksieck, Paris, 1897). Il présida la Société zoologique de France en 1892.
Une exposition est consacrée à des photos de sa collection en 2010 au muséum des sciences naturelles de Bruxelles dans le cadre de l’année mondiale de la biodiversité et malacologie.
L'aînée de ses 12 enfants épousa l'écrivain belge Eugène Stevens (Ernest Hallo)